# Aranshahíkides
Els aranshahíkides (Aranogulları en azeri, Առանշահիկներ [Aranshahiker], Եռանշահիկներ [Yeranshahikner] en armeni) foren la dinastia governant de l'Albània del Caucas a partir d'una data desconeguda i fins a finals del segle vi. El historiador Khorenatsi afirma que "aghu" era un sobrenom donat al príncep Arran, a qui el rei arrani Aran I (Vagharsh I) havia nomenat governador de la província del nord-est fronterera amb Armènia. Segons una tradició llegendària reportada per Khorenatsi, Arran era descendent de Sisak, l'avantpassat de la dinastia siuníkida (o sisàkida).
Els governants esmentats són:
1. Arran
2. Aray
3. Anushavan
4. Parat
5. Arbag
6. Zavan
7. Parnas
8. Sur
9. Havang
10. Vashtagh
11. Ambakh
12. Arnakh
13. Shavarsh
14. Horay
15. Vastamkar
16. Harakh
17. Hiran
18. Anjakh
19. Dalagh
20. Horai II
21. Zarmehr
22. Borj
23. Arbun
24. Bazak
25. Khoy
26. Yusak
27. Khaynakh
28. Skaiordu
29. Parui
30. Pharnavaz
31. Pajuj
32. Kornak
33. Pavus
34. Eruand
35. Tigran

## Branques posteriors
No hi gairebé cap informació sobre el príncep Arran i els seus primers successors. Segons la tradició, en el començament del segle vii els mihrànides havien convidat a 60 homes dels aranshahíkides a un banquet i els van matar tots, amb l'excepció de Zarmihr Aranshahik, que s'havia casat amb una princesa mihrànida. Per aquest motiu la família Mihrànida havia esdevingut prínceps de Gardman i com una mena de presidents de tots els prínceps de l'Albània del Caucas o Aghuània. Isaac Simbacià, fundador del principat de Khatxèn, era un descendent de Zarmihr Aranshahik. D'acord amb Arakel Babakhanian, Esayi Abu Musa era també un membre de la casa dels Aranshahíkides.
A partir de la conquesta musulmana del segle xi els aranshahíkides (que tenien possessions al Khatxèn) es van dividir en dues branques: la primera que eren ishkans de Goroz (Haband oriental) d'ençà el segle x, va dominar Dizak. La segona governava a Khokhanaberd (Gandzasar) i Andaberd. Del 1072 al 116 van governar a Siunia amb Senaquerim Ioan príncep de l'Altra Haband (Haband oriental) i rei nominal d'Aghuània (que va heretar Siunia com a marit de Shahandoukht, la germana i hereva de l'anterior rei Grigor III), i després el seu fill Grigor IV (1094-1116). La filla i hereva d'aquest darrer, Kata, es va casar amb el príncep haykida-hasanjalàlida de Khatxèn, Hasan I el Gran, al que va aportar la Siunia. La dinastia també governava a Balk, fins a la mort del príncep Mamkan que era príncep de Balk (i potser mantenia el nominal títol de rei d'Aghuània) a l'inici del segle xiii, a la mort del qual la seva filla Sempad es va casar amb Jalal I Dawla Hasan II (príncep de Khatxèn després titulat rei d'Artsakh i de Baghk) al qui va aportar Baghk (Balk).